# Martín Torino
Martín Torino (Salta, 12 de agosto de 1834-Buenos Aires, 20 de octubre de 1891) fue un funcionario y político argentino que llegó a desempeñarse como gobernador de la provincia de Jujuy.

## Biografía
Martín Torino nació en la ciudad de Salta el 12 de agosto de 1834, hijo de Inocencio Torino Sánchez y de Gabriela Santibáñez Bárcena.
Desde joven intervino en la vida política de la provincia y en 1871 fue nombrado Jefe de Policía por el gobernador Delfín Leguizamón, quien lo designó también en la compañía creada a los efectos de colonizar el río Bermejo.
Dueño de la finca La Reducción en el departamento de Ledesma, provincia de Jujuy, el gobernador de esta provincia Cástulo Aparicio lo nombró comisario de Ledesma y de San Pedro a comienzos de 1877.
Tras la derrota del gobernador Teófilo Sánchez de Bustamante en 1874 y la consiguiente caída del clan que controlaba la política jujeña desde 1854, los líderes de la facción vencedora, José María Álvarez Prado y Cástulo Aparicio pronto se dividieron en dos grupos que competían por los cargos provinciales y nacionales. El primero era encabezado por José Benito Bárcena y alineaba a José María Álvarez Prado y a Pablo Carrillo. El segundo era liderado por Cástulo Aparicio, secundado el ministro Domingo T. Pérez.
En febrero de 1877 estalló la crisis por la elección del representante ante el Senador Nacional prevista para el 26 de ese mes.
Ante los intentos de Aparicio de amedrentar a los legisladores empleando la milicia provincial, el presidente de la Legislatura Antonio Mas Oller solicitó del comandante del Regimiento 12 de Línea Napoleón Uriburu la protección de las fuerzas nacionales. Aparicio detuvo a Mas Oller pero el 22 de febrero las tropas nacionales entraban a la ciudad de Jujuy. Las elecciones dieron por ganador a Bárcena y Carrillo, lo que convalidó el Senado.
Las hostilidades recrudecerían con motivo de la sucesión gubernamental. Previendo la oposición de Uriburu, cuya intervención en los asuntos del norte generaba también preocupación en el ejecutivo salteño encabezado por Juan Solá, Aparición acordó con el mandatario vecino la candidatura de Torino.
La noche anterior a las elecciones de electores unos 200 partidarios de Bárcena reunidos en casa de una partidaria fueron atacados por agentes de la policía y militantes del oficialista Club del Pueblo. Catorce militantes opositores fueron muertos y muchos resultaron heridos. Plácido Sánchez de Bustamante describiría lo sucedido: "salieron del Principal á media noche á recorrer algunas calles, el Gefe de Policía, el Comandante del Principal, el Ayudante del Gobernador, el juez Civil de primera instancia, el ex-Ministro de Gobierno y otros, todos armados de remington encabezando el piquete ó fuerza pública del cuartel y un grupo de gente del pueblo, armados todos del mismo modo, y parándose al frente de la casa que ocupaban sus opositores hicieron astillas á balazos sus puertas y fusilaron, asesinando atrozmente a cuantos trataron de resistir, hasta que, acribillados á balazos, saltaron por paredes y techos dispersándose. Allí quedaron algunos muertos y muchos heridos de los que algunos fueron llevados al hospital. A este atentado, que no tiene ejemplo ni antecedentes en las luchas de nuestras largas guerras civiles, se le quiere llamar choque de dos Clubs, como si la fuerza pública encabezada por sus gefes militares pudiera llamarse un Club. Con este antecedente sangriento tuvo lugar la elección del 23 de febrero en esta ciudad."
Restaba a Torino la sanción del resultado de las elecciones por parte de la Legislatura, controlada por la oposición por lo que pronto circuló la versión de que la Cámara sería disuelta a balazos si se mostraba hostil al mandatario electo.
A comienzos de marzo la mayoría legislativa (diez diputados incluyendo a Álvarez Prado) se refugió en Salta desde donde solicitaron una nueva intervención federal mientras la minoría (cuatro legisladores) destituía por inasistencia a la mayoría opositora y Aparicio convocaba a nuevas elecciones de legisladores y electores. 
El presidente Nicolás Avellaneda decidió posponer la intervención e intentar la mediación del Juez Federal de Salta Federico Ibarguren, quien fracasó en sus gestiones por la intransigencia de Aparicio, informando al ministro del Interior Bernardo de Irigoyen que "la situación de Jujuy no puede hallarse en peores condiciones. Los hechos ocurridos han tenido profundamente ajitados los animos. Nadie, com escepcion del círculo del Gobierno, acepta como legal el procedimiento de la minoría; pues hasta dos de los Diputados que habían estado siempre al lado del Gobierno en todas las cuestiones anteriores, se han separado de él y se han negado á concurrir á la nueva Legislatura, cuya legitimidad desconocen. Dados estos antecedentes temo, Exmo. Señor, que un gobernante nacido de este nuevo orden de cosas, no llevaría al gobierno ni el prestigio de la opinión, ni el de la ley y que, en concepto de todos, seria un gobernante de hecho, sea causa de graves trastornos en la Provincia."
El 10 de abril la nueva legislatura en concurso con los electores eligieron a Martín Torino como nuevo gobernador de la provincia. Los intentos de formar una coalición de gobernadores de cara a las elecciones presidenciales de 1880 impidieron se aprobara la intervención. Finalmente, la situación permitió el regreso a la arena política del clan Sánchez de Bustamante. 
El 12 de mayo de 1879 el exgobernador Plácido Sánchez de Bustamante encabezó un movimiento contra el gobernador Martín Torino, quien se encontraba ausente y había delegado el mando en su ministro José María Orihuela Morón. Tras asaltar el local de Policía, donde perdieron la vida varios de los revolucionarios, el movimiento se impuso en la capital y nombró gobernador provisional a Silvestre Cau.
Orihuela se replegó a Salta, donde reunió y organizó tropas. El 1 de junio las fuerzas reunidas apresuradamente por Cau fueron desbaratadas en Chorrillos, tras lo que Torino recobró su puesto.
A fines de julio cuando Orihuela desempeñaba nuevamente el gobierno delegado por ausencia de Torino, fue atacado por un destacamento de 60 soldados de línea a los que consiguió rechazar.
El 24 de septiembre de 1879 se produjo un nuevo movimiento al que Sánchez de Bustamante contribuyó a financiar. Esta vez los revolucionarios rodearon la plaza al mando de Silvestre Cau sitiando a Orihuela y sus hombres. Cuando Orihuela intentó una salida fue muerto y sus tropas se rindieron al día siguiente, 30 de septiembre.Torino se vio obligado a dejar la provincia refugiándose en Salta, donde se vio forzado a suspender toda resistencia ante un telegrama del Ministro del Interior Domingo Faustino Sarmiento prohibiéndole la prosecución de las operaciones.
La provincia quedó acéfala hasta que una asamblea eligió gobernador provisional a Fenelón de la Quintana el 3 de octubre de ese año. Restaurada la Legislatura el 9 de noviembre fue designado gobernador interino su presidente Cosme Orias. Decretada la intervención, se hicieron cargo sucesivamente Uladislao Frías y Vicente Saravia, y fracasados los intentos de conciliar a los partidos asumió el gobierno Plácido Sánchez de Bustamante el 1 de abril de 1880.
Torino pasó a la ciudad de Buenos Aires y era administrador del Hospital Militar de esa ciudad al momento de su muerta, el 20 de octubre de 1891.
Estaba casado en primeras nupcias con Mercedes Zapata Arias y en segundas con Isolina de Tezanos Pinto Beéche.
Su hijo Martín Torino Tezanos Pinto fue un destacado jurisconsulto y empresario minero.